# Notiospathius caudatus
Notiospathius caudatus är en stekelart som först beskrevs av Szepligeti 1902.  Notiospathius caudatus ingår i släktet Notiospathius och familjen bracksteklar. Inga underarter finns listade i Catalogue of Life.